# Fredericton Express
I Fredericton Express sono stati una squadra di hockey su ghiaccio dell'American Hockey League con sede nella città di Fredericton, nella provincia del Nuovo Brunswick. Nati nel 1981 e sciolti nel 1988, nel corso degli anni sono stati affiliati alle franchigie dei Nordiques de Québec e dei Vancouver Canucks.

## Storia
Nel 1981 la città di Fredericton accolse per la prima volta una franchigia professionistica di hockey su ghiaccio. La squadra funse da farm team per i Nordiques de Québec, squadra della National Hockey League, seguita una stagione più tardi anche dai Vancouver Canucks.
Nel corso della loro storia gli Express vinsero due titoli di division, mentre nella stagione 1987-1988 giunsero fino alla finale della Calder Cup nella quale furono sconfitti dagli Hershey Bears per 4-0. Al termine di quell'anno i Nordiques trasferirono la loro formazione affiliata ad Halifax, creando così gli Halifax Citadels. La AHL ritornò a Fredericton nel 1990 con i Fredericton Canadiens.

### Affiliazioni
Nel corso della loro storia i Fredericton Express sono stati affiliati alle seguenti franchigie della National Hockey League:
- Quebec Nordiques: (1981-1988)
- Vancouver Canucks: (1982-1988)

## Record stagione per stagione
| Stagione            | Division | Gare | V  | S  | P | OTL | Punti | GF  | GS  | Piazzamento | Play-off                                                                                    |
| ------------------- | -------- | ---- | -- | -- | - | --- | ----- | --- | --- | ----------- | ------------------------------------------------------------------------------------------- |
| Fredericton Express |          |      |    |    |   |     |       |     |     |             |                                                                                             |
| 1981-82             | North    | 80   | 20 | 55 | 5 | -   | 45    | 275 | 408 | 5°          |                                                                                             |
| 1982-83             | North    | 80   | 45 | 27 | 8 | -   | 98    | 348 | 284 | 1°          | vince 1º turno (Adirondack) 4-2 perde semifinali (Maine) 2-4                                |
| 1983-84             | North    | 80   | 45 | 30 | 5 | -   | 95    | 340 | 262 | 1°          | perde 1º turno (Nova Scotia) 3-4                                                            |
| 1984-85             | North    | 80   | 36 | 36 | 8 | -   | 80    | 279 | 301 | 2°          | perde 1º turno (Sherbrooke) 2-4                                                             |
| 1985-86             | North    | 80   | 35 | 37 | 8 | -   | 78    | 319 | 311 | 4°          | perde 1º turno (Adirondack) 2-4                                                             |
| 1986-87             | North    | 80   | 32 | 43 | - | 5   | 69    | 292 | 357 | 6°          |                                                                                             |
| 1987-88             | North    | 80   | 42 | 27 | 8 | 3   | 95    | 370 | 318 | 2°          | vince 1º turno (Sherbrooke) 4-2 vince semifinali (Maine) 4-1 perde Calder Cup (Hershey) 0-4 |

## Record della franchigia

### Singola stagione
Gol: 51  Richard David (1981-82)
Assist: 71  Jean-Marc Lanthier (1987-88)
Punti: 106  Jean-Marc Lanthier (1987-88)
Minuti di penalità: 305  Richard Zemlak (1985-86)

### Carriera
Gol: 101  Jean-Marc Lanthier
Assist: 152  Jean-Marc Lanthier
Punti: 253  Jean-Marc Lanthier
Minuti di penalità: 565  Richard Zemlak
Partite giocate: 275  Mike Hough

## Palmarès

### Premi di squadra
- F. G. "Teddy" Oke Trophy: 2

1982-1983, 1983-1984

### Premi individuali
- Aldege "Baz" Bastien Memorial Award: 1

Brian Ford: 1983-1984
- Harry "Hap" Holmes Memorial Award: 2

Brian Ford e Clint Malarchuk: 1982-1983
Brian Ford: 1983-1984
- Louis A. R. Pieri Memorial Award: 1

Jacques Demers: 1982-1983